# Ebenezer Howard
Ebenezer Howard, född 29 januari 1850 i London, död 1 maj 1928 i Welwyn Garden City i Hertfordshire, var en brittisk stadsplanerare och skapare av trädgårdsstaden.
År 1898 läste Howard Edward Bellamys utopiska Looking Backward som inspirerade honom till att skapa trädgårdsstaden. Idén om trädgårdsstaden skrev han om i sitt centrala verk "Garden Cities of Tomorrow". Howard ville skapa en stad utanför storstaden som var en självständig stad och inte bara en förort. Enligt Howard ska staden ligga mitt i det gröna och ha bostäder, fabriker och alla kulturella institutioner. Hans idéer präglades av sociala reformer, till exempel skulle marken vara i gemensam ägo för att slippa markspekulationer. Trädgårdsstaden skulle vara en del i ett storstadsområde men en storstad i centrum omgiven av trädgårdsstäder. 1899 grundades Garden City Association. Staden Letchworth Garden City i England blev den första trädgårdsstaden som planerades efter Howards idéer tillsammans med Raymond Unwin. Letchworth Garden City och trädgårdsstadskonceptet kom att influera de New Towns som byggdes i Storbritannien efter första världskriget. Welwyn Garden City blev Howards andra stora projekt att skapa en trädgårdsstad. 
I Sverige har Howards arbeten inspirerat bland annat byggandet av bland annat Enskede trädgårdsstad (som var Sveriges första), Enskededalen och Äppelviken i Stockholm, samt Bagaregården och Landala egnahem i Göteborg.